# 钟文
钟文（1946年3月—），男，汉族，海南东方人，中华人民共和国政治人物。

## 生平
1993年，担任中共海南省三亚市委书记。1997年，升任中共海南省委常委、秘书长。2006年，担任海南省人大常委会副主任。次年改任海南省政协主席。
2008年，当选第十一届全国政协委员，代表中国共产党，分入第二组。